# باولا بزو
باولا بزو (بالإيطالية: Paola Pezzo)‏ مواليد 8 يناير 1969 في إيطاليا، هي درّاجة إيطالية. شاركت في دورة الألعاب الأولمبية الصيفية وفازت بميدالية أولمبية.

## الميداليات
| الميدالية | المسابقة                       |
| --------- | ------------------------------ |
| ذهبية     | الألعاب الأولمبية الصيفية 1996 |
| ذهبية     | الألعاب الأولمبية الصيفية 2000 |

## روابط خارجية
- باولا بزو على موقع أرشيف الدراجات (الإنجليزية)
- باولا بزو على موقع إحصائيات الدراجات الإحترافية (الإنجليزية)
- باولا بزو على موقع CycleBase (الإنجليزية)
- باولا بزو على موقع اللجنة الأولمبية الدولية (الإنجليزية)
- باولا بزو على موقع أوليمبيديا (الإنجليزية)
- باولا بزو على موقع اللجنة الأولمبية الإيطالية (الإيطالية)